# Chugur (distrito)
Chugur é um distrito do Peru, departamento de Cajamarca, localizada na província de Hualgayoc.

## Transporte
O distrito de Chugur não é servido pelo sistema de estradas terrestres do Peru.